# Diamant (wijk)
Het Diamantkwartier, gelegen nabij het Centraal Station van Antwerpen vormt het hart van de Antwerpse diamantindustrie.
Traditioneel kent de wijk een sterke joodse bevolking, waaronder het grootste aantal Orthodoxe Joden in West-Europa. De laatste 20 jaar werd de diamanthandel echter meer en meer overgenomen door Indische diamantairs. Het Provinciaal Diamantmuseum lag bij het Centraal Station aan het Astridplein.
Jaarlijks wordt voor zo'n 25 miljard dollar aan diamanten verhandeld.
Om het verval van de wijk tegen te gaan ontwikkelde de stad Antwerpen het 'masterplan diamant'.

## Bomaanslag
Op 20 oktober 1981 werd in de Hoveniersstraat een bomaanslag gepleegd. Drie mensen werden gedood, zestig anderen raakten gewond. Sedertdien zijn de belangrijkste straten van de wijk, zoals de Vestingsstraat, de Hovenierstraat en de Rijfstraat zwaar beveiligd en de straten worden met slagbomen afgesloten.
De daders werden nooit gevonden en de aanslag werd nooit opgeëist, maar beide aanslagen bleken later het werk van een terreurgroep, verbonden aan de extreemlinkse groepering Volksfront voor de Bevrijding van Palestina. Maar een Libanese verdachte, Hassan Diab werd op 13 november 2008 in Canada aangehouden op basis van een onderzoek van de Franse inlichtingendienst over zowel de bomaanslag van de Copernicstraat te Parijs, ook in de Joodse buurt, als degene van Antwerpen. Op 6 juni 2011 keurde een Canadese rechter zijn uitlevering aan Frankrijk goed. Diab werd in 2018 door een Franse rechter vrijgesproken.